# Theoderich II.

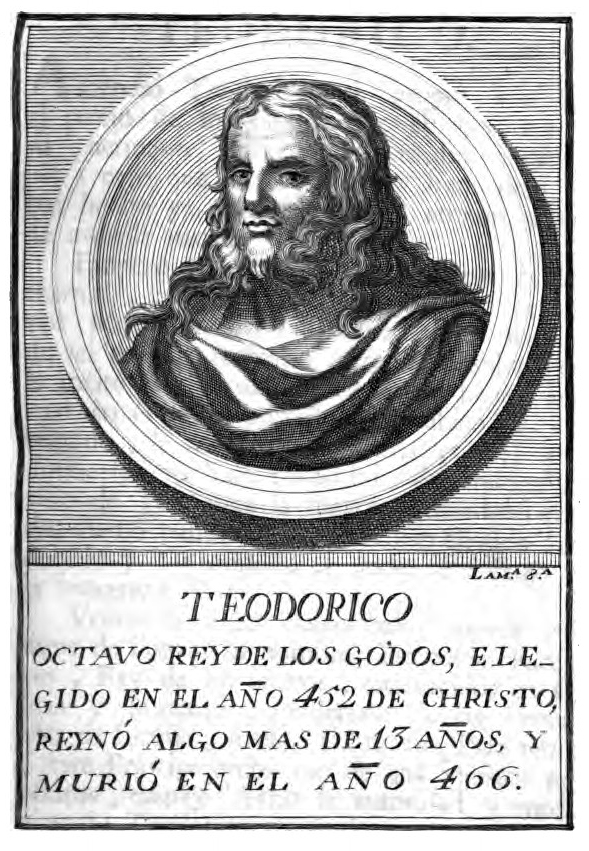
Neuzeitliches Phantasiebild Theoderichs II.

Theoderich II. († 466) war der zweitälteste Sohn des Westgotenkönigs Theoderich I. und von 453 bis 466 König der Westgoten.

## Bis zum Herrschaftsantritt
Theoderich II., dessen Großvater mütterlicherseits wahrscheinlich der Westgotenkönig Alarich I. war, knüpfte schon während der Regierung seines Vaters gute Beziehungen zum späteren weströmischen Kaiser Avitus, der sich längere Zeit am Hof der Westgoten in Tolosa aufhielt und dabei Theoderich II. in Latein unterrichtete. Als es 451 zum Krieg der Römer gegen Attila in Gallien kam, vermittelte Avitus ein gotisch-römisches Bündnis, infolgedessen Theoderich I. mit seiner gesamten Streitmacht und seinen beiden Söhnen Thorismund und Theoderich II. am Feldzug des Aëtius teilnahm und maßgeblich zum Sieg über die Hunnen beitrug. Allerdings fiel Theoderich I. in der Schlacht auf den Katalaunischen Feldern, und sein ältester Sohn Thorismund wurde noch am Schlachtfeld zum neuen Westgotenkönig ausgerufen.
Offenbar gab es schon damals Spannungen zwischen den ältesten Söhnen des gefallenen Königs, da Aëtius den Thorismund zur raschen Heimkehr in seine Hauptstadt Tolosa bewegen konnte, indem er vor einer ansonsten drohenden Machtübernahme durch seine jüngeren Brüder warnte. Auslöser für den tatsächlich bald erfolgten Widerstand gegen die Regierung des Thorismund scheint dessen feindliche Einstellung gegenüber den Römern gewesen zu sein. Zusammen mit seinem jüngeren Bruder Frederich beseitigte schließlich Theoderich II. im Jahr 453 Thorismund und wurde neuer Westgotenkönig.

## Erste Herrschaftsphase (453–457): Einklang mit dem Weströmischen Reich
Das Westgotenreich war zu Beginn der Regierung Theoderichs II. ein mit dem Weströmischen Reich verbündeter Staat im heutigen Aquitanien. Im Auftrag Roms ging sein Bruder Frederich 454 in Hispanien gegen die aufständischen Bagauden unter Basilius vor. Offenbar auf Druck Theoderichs II. retournierte auch sein Schwager, der Suebenkönig Rechiar, den Römern die spanische Provinz Carthaginiensis. Die Frage, ob ein Föderativverhältnis mit Rom noch nützlich sei, stellte sich Theoderich II., als Aëtius von Kaiser Valentinian III. beseitigt wurde und dieser schon am 16. März 455 ebenfalls gewaltsam ums Leben kam. Avitus bemühte sich daher zunächst, den Westgotenkönig durch den Offizier Messianus weiter auf prorömischem Kurs zu halten, und nach seiner Reise nach Tolosa konnte er ihn zur Erneuerung des Bündnisses mit Rom und zur Unterstützung von Kaiser Petronius Maximus überreden. Weil dieser aber bald darauf am 31. Mai 455 auf der Flucht aus Rom – das von den Vandalen verheert worden war – ermordet wurde, drängte Theoderich II. den Avitus zur Annahme des Kaisertitels. Die beiden Männer reisten nach Arelate, und Avitus wurde unweit dieser Stadt in Ugernum am 9. Juli 455 mit dem Einverständnis der gallischen Senatoren zum neuen Kaiser ausgerufen und ging dann in Begleitung eines westgotischen Kontingents nach Italien.
Auf der Iberischen Halbinsel fielen die Sueben Rechiars inzwischen in die Provinz Carthaginiensis und damit in römisches Territorium ein und reagierten auf einen durch eine Gesandtschaft übermittelten Friedensappell des Theoderich II. mit dem Eindringen in die römische Provinz Tarraconensis. Da auch ein zweites Friedensgesuch des Westgotenkönigs ignoriert wurde, zog er mit militärischer Unterstützung der verbündeten Burgunden unter ihrem König Gundioch gegen Rechiar zu Felde und besiegte diesen am 5. Oktober 456 am kleinen Fluss Urbicus (heute Órbigo) unweit von Asturica. Rechiar flüchtete nach Galicien und wurde von Theoderich II. verfolgt, der am 28. Oktober 456 die Metropole der Sueben, Bracara, einnahm und trotz der römischen Gesinnung ihrer Bürger grausam ausplündern ließ. Im Dezember 456 wurde Rechiar in Portus Cale ergriffen und auf Befehl des Westgotenkönigs hingerichtet. Der Warne Agiulf wurde von Theoderich II. zum neuen Statthalter des Suebenreichs in Galicien ernannt, doch konnte sich Maldras zum König über einen Teil der Sueben aufschwingen.
Der Westgotenkönig durchzog anschließend die Baetica, erfuhr aber in Emerita vom Aufstand des Agiulf sowie vom Sturz und bald darauf Anfang 457 erfolgten Tod seines Freundes, des Kaisers Avitus. Er entschloss sich daher zur Heimkehr in sein Reich und reiste im April 457 von Emerita nach Gallien zurück. Nur ein Teil seiner Streitmacht blieb zu weiteren Kämpfen in Spanien stationiert. Dort litten aber oft auch die Römer unter Übergriffen der Goten, obwohl sie als ihre Schutzmacht galten. Ein gotisches Teilheer verwüstete Asturica und Palantia, musste aber bei Castrum Coviacense eine Niederlage einstecken und nach Gallien heimkehren. Immerhin konnte eine weitere gotische Armee Agiulf besiegen. Die Hinrichtung des Rebellen erfolgte im Juni 457 in Portus Cale.

## Zweite Herrschaftsphase (457–466): Expansion auf Kosten der Weströmer
Spätestens seit dem Tod des Avitus dehnte Theoderich II. sein Reich auf Kosten von Territorien des weströmischen Imperiums aus, da dieses durch ständige Prätendentenkämpfe um den Kaiserthron nur noch eine schwache Reichsgewalt aufwies. Trotzdem gab sich der Westgotenkönig weiterhin als Bevollmächtigter Roms aus, ohne je ein wirkliches Reichsamt auszuüben. Als der Westgotenkönig von Spanien kommend wieder in Gallien eintraf, verhinderte er die Erhebung des Marcellus zum neuen Kaiser, die gallische Adlige betrieben hatten. Ein betuchter Aufsteiger namens Paeonius hatte sich wiederum zum Prätorianerpräfekten von Gallien gemacht, doch akzeptierte der Westgotenkönig diese Amtsanmaßung. In Italien war inzwischen Majorian am 1. April 457 zum neuen Augustus ausgerufen worden. Um von dieser Seite drohender Gefahr vorzubeugen, ging Theoderich II. ein engeres Bündnis mit den Burgunden ein. Das Territorium Gundiochs wurde um Teile der Provinzen Maxima Sequanorum und Lugdunensis Prima vergrößert; auch Lugdunum wurde von den Burgunden besetzt.
Cyrila operierte 458 in der Baetica als westgotischer Feldherr und wurde im nächsten Jahr durch Sunierich ersetzt. Außerdem waren Boten Theoderichs II., aber auch des Vandalenkönigs Geiserich im Jahr 458 bei den Sueben; wahrscheinlich suchten sie, wenn auch vergeblich, ein gemeinsames Bündnis gegen den neuen römischen Kaiser zu schmieden. Majorians Freund, der gallische Heermeister Aegidius, gewann die Unterstützung der Salfranken und konnte noch vor Theoderich II. die bedeutende Stadt Arelate, Sitz der gallischen Präfektur, besetzen. Die Belagerung dieser Stadt durch die Westgoten wurde durch ein vom römischen Kaiser Anfang 459 herangeführtes Entsatzheer aufgehoben, das gemeinsam mit Truppen des belagerten Aegidius die gotische Armee schlug. Doch wollte Majorian aufgrund anderer Pläne keine Feindschaft mit Theoderich II. und erneuerte den alten Vertrag.
Majorian beabsichtigte kriegerisch gegen die Vandalen vorzugehen und die Provinz Africa von ihnen zurückzuerobern. Mit der Bekämpfung der Sueben betraute er den Westgotenkönig, dem er zu diesem Zweck auch römische Verbände unter dem Kommando des Heermeisters Nepotianus als Verstärkung zur Verfügung stellte. Die verbündeten Römer und Westgoten waren kurzfristig bei Lucus in Gallaecia siegreich und bemühten sich durch Boten vergeblich um Frieden mit den Sueben. Nachdem Sunierich bei Scallabis in Lusitanien einen Sieg errungen hatte, ließ der Suebenführer Frumarius unter gotischem Druck im November 460 den drei Monate lang gefangengehaltenen Bischof und Chronisten Hydatius frei.
Der Patricius Ricimer ließ am 7. August 461 Kaiser Majorian ermorden und setzte am 19. November 461 als neuen Augustus Libius Severus ein, der aber vom ehemaligen Heermeister Aegidius bekämpft wurde. Theoderich II. verbündete sich mit Ricimer und ließ 462 durch seinen Bruder Frederich unter dem Vorwand der Unterstützung des neuen Kaisers Narbo besetzen. Damit sicherten sich die Westgoten den seit geraumer Zeit erstrebten Zugang zum Mittelmeer und die Verbindungen zur Iberischen Halbinsel. Dafür zog der Bruder des Westgotenkönigs, Frederich, für den römischen Kaiser gegen Aegidius ins Feld, der sich aber die Hilfe der Salfranken unter Childerich I. gesichert hatte. Zwar konnte Frederich seinen Widersacher aus Südgallien verdrängen und zur Loire zurückwerfen, wurde aber 463 in der Schlacht bei Orléans von Aegidius besiegt und fiel während der Schlacht; die Westgoten mussten sich daraufhin zurückziehen.
In Spanien hatte Theoderich II. 462 den kaiserlichen Feldherrn Nepotianus abgesetzt; an seine Stelle trat Arborius. Die Prätendentenkämpfe zwischen den Anwärtern auf die Herrschaft über das gesamte Suebenreich gingen weiter. Palagorius schickte aus Gallaecia Gesandte zu den Westgoten. Der gegen Frumarius um den Thron rivalisierende Remismund (oder Rechimund) wandte sich an Theoderich II. um Hilfe und verhandelte zweimal persönlich mit ihm. Doch konnte er erst 464 nach dem Tod des Frumarius die alleinige Herrschaft über alle Sueben erringen und verbündete sich nun mit Theoderich II. An diesem Vertrag hatte aber das Römische Reich keinen Anteil mehr. Zur Bekräftigung des Bündnisses erhielt Remismund eine (wohl aus dem Königshaus stammende) Westgotin zur Gemahlin. Außerdem sollten die Sueben durch den (464 oder 466 entsandten) westgotischen Missionar Ajax zum Arianismus bekehrt werden. Vermutlich wurden damals auch die Grenzen des Suebenreichs so festgelegt, dass es nun die nördliche Provinz Lusitania und die im Osten verkleinerte Provinz Gallaecia einnahm. Dort besetzte Theoderich II. allerdings die campi Gallaecia und Palantia, durch das strategisch bedeutsame Straßen von Aquitanien nach Nordwest-Spanien führten. Zwar konnte er in Südspanien noch keine dauerhaften Eroberungen machen, doch rückten die Westgoten 464 trotzdem zur stärksten Macht in Spanien auf.
Nach dem Abschluss des Bündnisses mit den Sueben holte Theoderich II. Truppen aus Spanien (ebenso wie den Arborius) nach Gallien zurück, um für weitere Kämpfe mit Aegidius gerüstet zu sein, der aber noch 464 starb. Daraufhin rückten die Westgoten nach Norden vor, ohne aber Orléans einnehmen zu können. Salla ging 466 als Gesandter Theoderichs II. an den Hof von Remismund.
Ob das Edictum Theoderici auf Theoderich II. zurückgeht, ist umstritten.
Im Jahr 466 wurde Theoderich II. von seinem jüngeren Bruder Eurich in Tolosa ermordet, der darauf sein Nachfolger als westgotischer König wurde und die formale Unabhängigkeit vom Römischen Reich erreichte.

## Zeugnis des Sidonius Apollinaris
Sidonius Apollinaris berichtet in einem Brief an seinen Schwager Agricola, einem Sohn des römischen Kaisers Avitus, recht anschaulich über das Äußere und Benehmen von Theoderich II. sowie über dessen Hof. In dem Schreiben wird u. a. von der täglichen, aber nicht aus innerer Überzeugung erfolgten Teilnahme des Königs am Gottesdienst berichtet. Sowohl der Schreiber als auch der Adressat waren römischer Abstammung, die dementsprechend die Perspektive des zitierten Briefes ebenso bestimmt wie die Freundschaft der beiden Männer zum Westgotenherrscher. Obwohl diese Schilderung in einer Epistel natürlich keine vollständige Beschreibung von Theoderich II. und seinem Hof gibt, stellt sie das beste biographische Zeugnis eines germanischen Königs vor Einhards Lebensbeschreibung Karls des Großen dar.